# Wielka odaliska
Wielka odaliska lub Odaliska (fr. La Grande Odalisque, Odalisque) – obraz olejny Jeana-Auguste’a-Dominique’a Ingres’a z 1814, obecnie przechowywany w Luwrze.
Bezpośrednio po wystawieniu, dzieło zostało ostro skrytykowane za dobór tematu (postacią przedstawioną na obrazie jest kobieta z haremu) oraz za wydłużone, nierealistyczne proporcje jej ciała. Współcześni Ingresowi twórcy uznali natomiast jego dzieło za wyraz zerwania z klasycyzmem na rzecz romantyzmu i fascynacji Bliskim Wschodem.

## Okoliczności powstania obrazu
Obraz powstał na zamówienie Karoliny Murat, siostry Napoleona Bonapartego i królowej Neapolu. Tworząc postać leżącej, zwracającej się ku widzowi odaliski, Ingres inspirował się postaciami z leżących aktów Giorgiona (Śpiąca Wenus) i Tycjana (Wenus z Urbino). Z kolei prawdopodobną inspiracją dla namalowania kobiety w pozycji odwróconej, zwracającej ku widzowi jedynie twarz, był pochodzący z 1800 Portret pani Récamier Davida. Wreszcie celowo zaburzone proporcje ciała (mała głowa, wydłużony lędźwiowy odcinek kręgosłupa) zdradzają wpływ malarstwa manierystycznego.

## Opis
Wielka odaliska stanowi połączenie klasycystycznej formy z tematyką bliską romantyzmowi, podobnie jak w przypadku późniejszych obrazów Ingres’a o tematyce orientalnej (jak Łaźnia turecka). Przedstawiona na obrazie ciemnowłosa kobieta z haremu leży na pościeli szerokiego, ozdobnego łoża z ciemnoniebieską kotarą. Jest naga, posiada jedynie ozdobne nakrycie głowy i biżuterię na prawej ręce. W tej samej ręce trzyma opuszczony w dół wachlarz z pawich piór. Postać leży na lewym boku, zakładając jedną nogę na drugą. Twarzą zwraca się w kierunku widza.
Analizy anatomiczne Wielkiej odaliski wykazały, że postać przedstawiona na obrazie posiada co najmniej dwa lub trzy kręgi więcej, niż powinna. W momencie wystawienia obrazu krytycy uznali ten fakt za dowód niedostatecznej znajomości anatomii człowieka przez malarza. Dokładna analiza dzieła pozwoliła jednak stwierdzić, że dysproporcje ciała modelki zostały przez Ingres’a wprowadzone celowo. Kobieta przedstawiona na obrazie ułożona jest w niemożliwej do dokładnego powtórzenia w rzeczywistości pozycji (zbyt duża krzywizna kręgosłupa i odchylenie miednicy). Również jej lewe ramię, na którym się wspiera, jest krótsze od prawego. Z uwagi na tematykę dzieła, celowe wydłużenie miednicy kobiety może zatem sugerować jej rolę na dworze sułtana, jaka ograniczała się do spełniania jego potrzeb seksualnych. Wyeksponowanie zmysłowości namalowanej kobiety pozostaje w kontraście ze spokojnym, wręcz obojętnym wyrazem jej oczu, co może wyrażać kontrast między jej ciałem a psychiką.

## Wystawienie i opinie krytyki
Obraz został po raz pierwszy wystawiony w 1814, a w 1819 pojawił się na Salonie. Zebrał zdecydowanie negatywne opinie krytyków sztuki, którzy uznali dzieło za wyraz buntu przeciw przyjętym kanonom malarskim. Skrytykowana została zarówno tematyka, jak i forma dzieła, zwłaszcza nierealistyczne proporcje ciała postaci. Obraz uważany był za dzieło nieudane aż do końca lat 20. XIX wieku.